# Pristiophorus delicatus
Espèce
Statut de conservation UICN

 LC  : Préoccupation mineure
Pristiophorus delicatus, le Requin-scie d'Australie est une espèce récemment décrite de requin-scies, de la famille des Pristiophoridae, anciennement connu dans la littérature comme Pristiophorus sp . B.

## Répartition
Il est endémique du nord-ouest de l'Australie, il se trouve sur la pente continentale supérieure au large au sud du Queensland dans le Samaurez Reef, à une profondeur comprise entre 246 et 405 mètres . Son épithète spécifique delicatus provient du latin qui signifie « délicat », se référant aux dents fines sur sa scie.

## Description
C'est une petite espèce élancée, la longueur maximale connue est de 85 cm pour les femelles et de 63 cm pour les mâles (bien que des mâles matures n'ont pas encore été examinés) . Le corps est mince avec une section transversale circulaire, et un devant déprimé des fentes branchiales. 
Le museau de la scie est allongé et se rétrécit uniformément sur sa pointe, et porte des dents latérales très minces d'une longueur variable et une paire de barbillons filamenteux, ventralement aplatis, se situant  plus près de la bouche que du bout du rostre ou à équidistance. Le juvénile porte habituellement 2 ou 3 petites dents entre deux plus grandes.
Les yeux sont grands et de forme ovale . La bouche est grande et largement arquée, il y a 47 rangées de dents dans la mâchoire supérieure et 37 dans la mâchoire inférieure . Les dents sont aplaties, basses, ovales, elles sont tranchantes, étroites et pointues.  
Les nageoires pectorales sont grandes avec des bouts arrondis et les marges arrière sont faiblement concaves . Les deux nageoires dorsales sont bien séparées, la première est plus longue et plus large que la seconde . La nageoire caudale est courte, avec le lobe inférieur quasiment absent.
La coloration est d'un brun moyen sur le dos et vire sur le blanc en dessous, il a des marges blanches sur les nageoires dorsales et caudales . Les nageoires pectorales et pelviennes sont pâles avec des parties brunâtres clairement délimitées du reste . On sait très peu de chose sur cette espèce . 

## Conservation
Sa petite taille peut indiquer qu'il a une reproduction productive et rapide . Il y a une faible pression de pêche dans sa gamme, et il est classé comme le moindre souci par l'Union internationale de la conservation de la nature.